# Managallu, Magadi
Managallu là một làng thuộc tehsil Magadi, huyện Ramanagara, bang Karnataka, Ấn Độ.